# CITV-DT
CITV-DT (mieux connu sous le nom de Global Edmonton) est une station de télévision albertaine de langue anglaise située à Edmonton, détenue par Corus Entertainment faisant partie du réseau Global.

## Histoire
La station a été lancée le 1er septembre 1974 sous le nom d'Independent Television (ITV), propriété d'Allarcom, qui a été vendu à WIC en 1991, et qui a été acheté par Canwest en 1999. CITV est devenu une station du réseau Global en septembre 2000.
Depuis le 1er avril 2016, Shaw Media appartient désormais à Corus Entertainment.

### Télévision numérique terrestre et télévision numérique
| Chaîne | Format | Aspect | Programmation                             |
| ------ | ------ | ------ | ----------------------------------------- |
| 13.1   | 1080i  | 16:9   | Programmation principale CITV / Global HD |

CITV-DT a commencé à diffuser en mode numérique le 29 juin 2009, et a mis fin au signal analogique le 31 août 2011.